# Movimento Revolução Cidadã
O Movimento Revolução Cidadã (em espanhol: Movimiento Revolución Ciudadana, RC), originalmente formado como Movimento Força Compromisso Social (em espanhol: Movimiento Fuerza Compromiso Social, FCS), é um partido político equatoriano de esquerda, tendo caráter correísta, populista e antineoliberal.
Criado em 2019 como plataforma pessoal de Iván Espinel, em 2021 o FCS transformou-se no RC, passando a agremiar apoiadores do ex-presidente da República Rafael Correa que haviam de distanciado da Aliança País durante a presidência de Lenín Moreno. 
O nome do partido deriva do projeto político e socioeconômico Revolução Cidadã.

## Resultados eleitorais

### Eleições presidenciais
| Data                          | Candidato(a)                  | Vice                          | Votos no 1.º turno            | %                             | Votos no 2.º turno            | %                             | Resultado                     |
| Como Força Compromisso Social | Como Força Compromisso Social | Como Força Compromisso Social | Como Força Compromisso Social | Como Força Compromisso Social | Como Força Compromisso Social | Como Força Compromisso Social | Como Força Compromisso Social |
| ----------------------------- | ----------------------------- | ----------------------------- | ----------------------------- | ----------------------------- | ----------------------------- | ----------------------------- | ----------------------------- |
| 2017                          | Iván Espinel                  | Doris Quiroz                  | 299.840                       | 3,18%                         |                               |                               | 6.º lugar                     |
| 2021                          | Andrés Arauz                  | Carlos Rabascall              | 3.033.791                     | 32,72%                        | 4.236.515                     | 47,64%                        | 2.º lugar                     |
| Como Revolução Cidadã         |                               |                               |                               |                               |                               |                               |                               |
| 2023                          | Luisa González                | Andrés Arauz                  | 3.315.663                     | 33,61%                        | 4.880.525                     | 48,17%                        | 2.º lugar                     |
| 2025                          | Luisa González                | Diego Borja                   | 4.510.860                     | 44,00%                        | ASA                           | ASA                           | ASA                           |

### Eleições legislativas
| Data                          | Líder                         | Lista nacional                | Lista nacional                | Listas provinciais            | Listas provinciais              | Assentos                      | Notas                         |
| Data                          | Líder                         | Votos                         | %                             | Votos                         | %                               | Assentos                      | Notas                         |
| Como Força Compromisso Social | Como Força Compromisso Social | Como Força Compromisso Social | Como Força Compromisso Social | Como Força Compromisso Social | Como Força Compromisso Social   | Como Força Compromisso Social | Como Força Compromisso Social |
| ----------------------------- | ----------------------------- | ----------------------------- | ----------------------------- | ----------------------------- | ------------------------------- | ----------------------------- | ----------------------------- |
| 2017                          | Héctor Vanegas                | 159.259                       | 1,87%                         | 128.767                       | 1,54%                           | 0 / 137                       |                               |
| 2021                          | Pierina Correa                | 2.584.579                     | 32,21%                        | 2.432.925                     | 29,81%                          | 49 / 137                      | Parte da União pela Esperança |
| Como Revolução Cidadã         |                               |                               |                               |                               |                                 |                               |                               |
| 2023                          | Pierina Correa                | 3.384.601                     | 39,88%                        |                               |                                 | 52 / 137                      |                               |
| 2025                          | Raúl Chavez                   | 3.761.470                     | 41,32%                        | 67 / 151                      | Em aliança com o Movimento RETO |                               |                               |